# Бичок закавказький
Бичок закавказький (Ponticola cyrius) — вид Понто-Каспійських риб родини Gobiidae. Раніше відзначався як підвид бичка скельного Ponticola eurycephalus. Відзначається виключно в річці Кура в Закавказзі (тече теренами Грузії, Туреччини, Азербайджану).